# Kampyle van Eudoxus

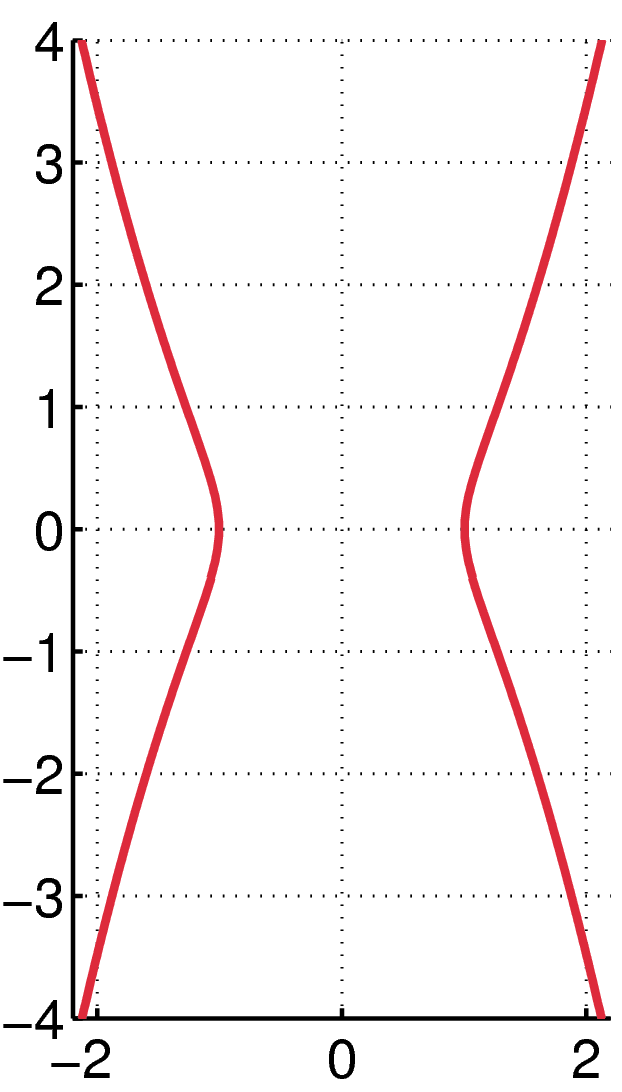
Grafiek van een Kampyle van Eudoxus

De Kampyle van Eudoxus (Oudgrieks καμπύλη [γραμμή], "gekromde lijn") is een algebraïsche kromme die in het cartesische coördinatenstelsel gegeven wordt door de vergelijking:
{\displaystyle x^{4}=x^{2}+y^{2}}
of in poolcoördinaten:
{\displaystyle r=\sec ^{2}\theta }
Deze vierdegraadsvergelijking werd door de Griekse astronoom en wiskundige Eudoxus van Cnidus (c. 408 v.Chr – c.347 v.Chr) bestudeerd in relatie tot het klassieke probleem van de verdubbeling van de kubus.